# Sardijntoren
De Sardijntoren is met 85 meter de hoogste toren van de gemeente Vlissingen, in de Nederlandse provincie Zeeland. Het is de op twee na hoogste toren van Zeeland, alleen de Nozema TV Toren in Goes (137 meter) en de Lange Jan in Middelburg (90,4 meter) zijn hoger. De toren is gelegen aan de Vlissingse Boulevard, aan de Westerschelde. Sinds de oplevering van de toren is het hét gezicht van Vlissingen en is de toren met de omliggende torens vaak gefotografeerd vanaf het windorgel als de skyline van de stad.
Onderin bevindt zich een drie verdiepingen tellende parkeergarage, deze bevindt zich onder de toren, maar omdat de toren op de hoger liggende Boulevard staat bevindt de parkeergarage zich deels boven de grond. De rest van de toren bestaat uit woningen, in oppervlakte variërend van 100 tot 200 m². De toren was ten tijde van de opening de op twee na hoogste woontoren van Nederland.
Tussen de Sardijntoren en de naastgelegen Strandveste ligt de Leeuwentrap, deze verbindt de Badhuisstraat met de Boulevard.
De toren is vernoemd naar de Sardijngeul in de Westerschelde. Een Sardijn is ook een inwoner van het Italiaanse eiland Sardinië.
Cooltoren (Rotterdam) · Delftse Poort (Rotterdam) · FIRST (Rotterdam) · Hoftoren (Den Haag) · JuBi-gebouw (Den Haag) · De Kroon (Den Haag) · Maastoren (Rotterdam) · Millenniumtoren (Rotterdam) · Mondriaantoren (Amsterdam) · Montevideo (Rotterdam) · New Babylon (Den Haag)  · New Orleans (Rotterdam) · The Red Apple (Rotterdam) · Rembrandttoren (Amsterdam) · De Rotterdam (Rotterdam) · Het Strijkijzer (Den Haag) · Westpoint (Tilburg) · World Port Center (Rotterdam) · De Zalmhaven (Rotterdam)
Achmeatoren (Leeuwarden) · Alphatoren (Enschede) · Carlton (Almere) · Erasmusgebouw (Nijmegen) · Europees Octrooibureau (Rijswijk) · EWI-gebouw (Delft) · Hondsrugtoren (Emmen) · Innovatoren (Venlo) · Kempkensberg (Groningen) · Niko (Eindhoven) · Provinciehuis ('s-Hertogenbosch) · Rabobank (Utrecht) · Sardijntoren (Vlissingen) · IJsseltoren (Zwolle)